# Hamish Carter
Hamish Carter, född 28 april 1971 är en nyzeeländsk triathlet. Han vann guld vid olympiska sommarspelen 2004 i Aten och bronsmedalj i samväldesspelen 2002 i Manchester.

## Karriär
Hamish Carter började tävla i rodd, men slutade när han insåg att han inte var stor nog för att tävla i seniorklassen.
Carter tävlade i världscupen under flera år. Han tog silvermedalj i världscupen 2006. Under sin karriär vann han tolv världscuptävlingar.
Carter tog brons i triathlon på Samväldesspelen 2002. Två år senare vann han guld i de Olympiska sommarspelen 2004 före sin vän och landsman Bevan Docherty. Carter slutade tävlingen på 1:51:07.73; åtta sekunder snabbare än Docherty. 
Den 3 september 2006 tog han silver i världsmästerskapen i Lausanne; 17 sekunder före Tim Don. I oktober 2006 vann Carter Xterra World Championship i Maui i Hawaii.
I mars 2007 meddelade Hamish Carter att han tänkte avsluta sin karriär.